# Pascale Archambault

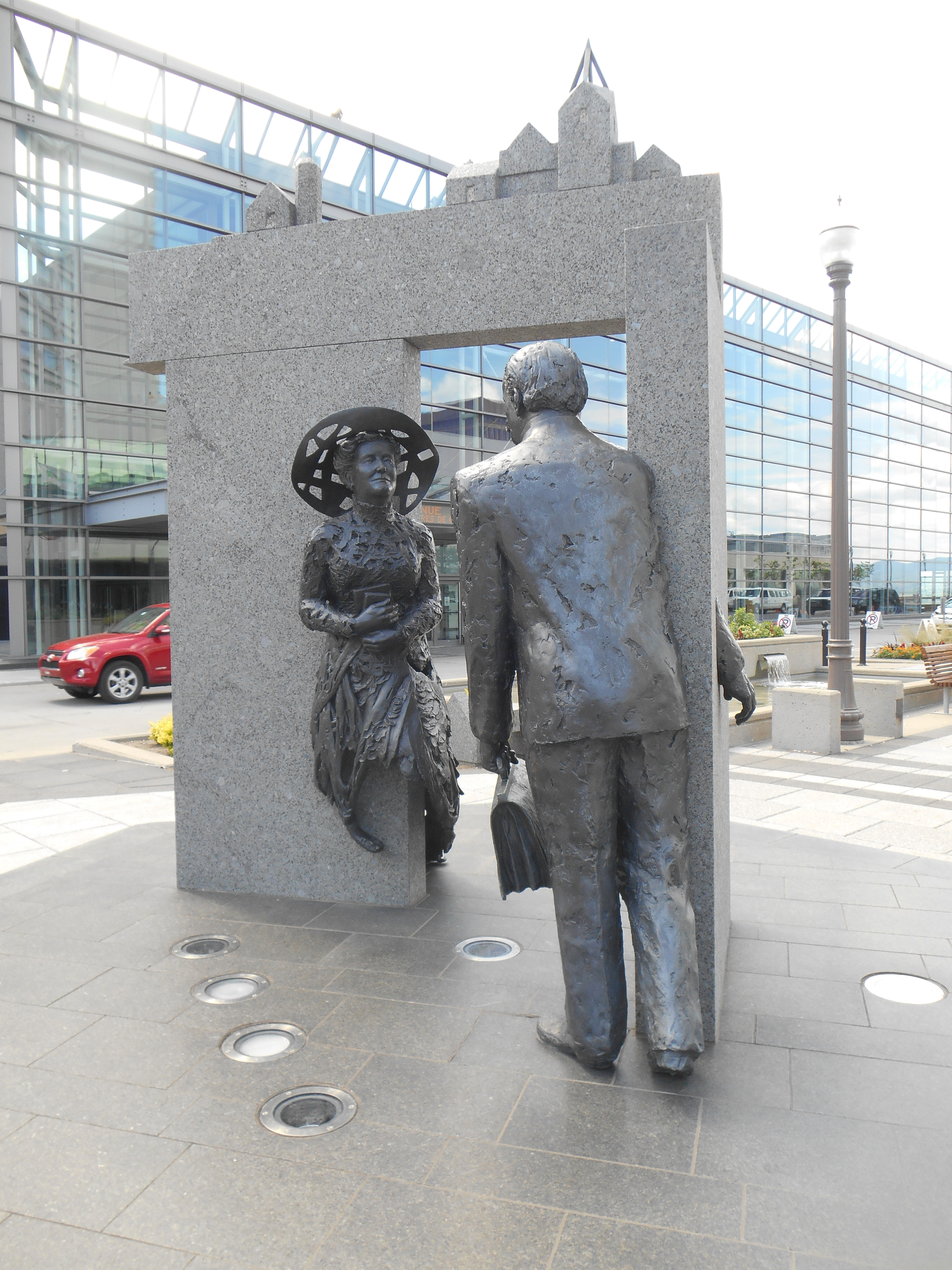
Monument Alphonse-et-Dorimène-Desjardins

Pascale Archambault est une sculptrice canadienne née en 1960 à Québec. Ses sculptures font partie de plusieurs collections publiques et privées.

## Biographie
Pascale Archambault fréquente l’École de sculpture sur bois de Saint-Jean-Port-Joli de 1976 à 1978 et obtient un baccalauréat en arts plastiques au terme de ses études à l’Université du Québec à Montréal en 1987. Son travail est affiché dans de nombreuses expositions individuelles et collectives depuis le début des années 1980. À Montréal seulement, elle participe entre autres aux expositions Corps au Centre d’exposition Circa, Transparence à la Maison de la culture Notre-Dame-De-Grâce, Équivoque à la Maison de la culture Ahuntsic-Cartierville, Ma main dans l’feu à l’Atelier Blanc et Bientôt hors d’usage / Out Of Order à la Maison de la culture Janine-Sutto.
À partir du début des années 1990, elle expose aussi ses œuvres dans des institutions reconnues et dans différents symposiums de sculpture au Canada et à l’étranger, notamment au Guatemala, en Argentine, au Brésil, en Uruguay, en France et en Corée.
L’artiste est récipiendaire de plusieurs bourses et prix, dont cinq bourses de voyage pour le Guatemala, l’Argentine et la Corée du Sud.

## Démarche artistique
Ses matériaux de prédilection comme la pierre, le bois, l’acier et le bronze sont souvent jumelés avec des objets récupérés afin de créer des installations sculpturales présentées de manière narrative et théâtrale. Parmi ses thèmes récurrents, citons les contradictions de l’être humain, comme la dualité entre la raison et les émotions, et la représentation du corps humain.
Ses personnages se composent bien souvent en un agencement de fragments de corps ou intégralement sculptés dans la masse. Le rendu des corps est souvent présenté par la rencontre entre des surfaces lisses et douces et un traitement vif et hachuré de la matière. Des formes monolithiques, plus abstraites peuvent s’intégrer à la composition, contrastant avec les éléments figuratifs. Elle accorde une importance particulière à l’expressivité, au rendu des mains et des traits ainsi qu’aux détails tels que les plis de la peau et les cicatrices.

## Musées et collections publiques
- Via Siete residencias, Ville de Guatemala (Guatemala)
- Cirque du Soleil (siège social)
- Municipalité de Cipolletti, Argentine
- Ville de Guatemala, Guatemala
- Parc de sculpture, Brusque, Santa Catarina, Brésil
- Fédération des Caisses populaires Desjardins, Lévis
- Regroupement des Caisses populaires, Sorel-Tracy
- Ville de Ichoun, Corée du Sud
- Municipalité de Rosario, Argentine
- Fondation Urunday, Resistencia, Argentine
- Musée national des beaux-arts du Québec, Canada

## Œuvres d’art publiques
·       Hommage aux artistes (1993), Bronzes commémoratifs pour le Monument National, Montréal

·       Danse sur le monde (1999), section des enfants du Cimetière Mont-Royal, Montréal 
·       Monument des enfants (1999)

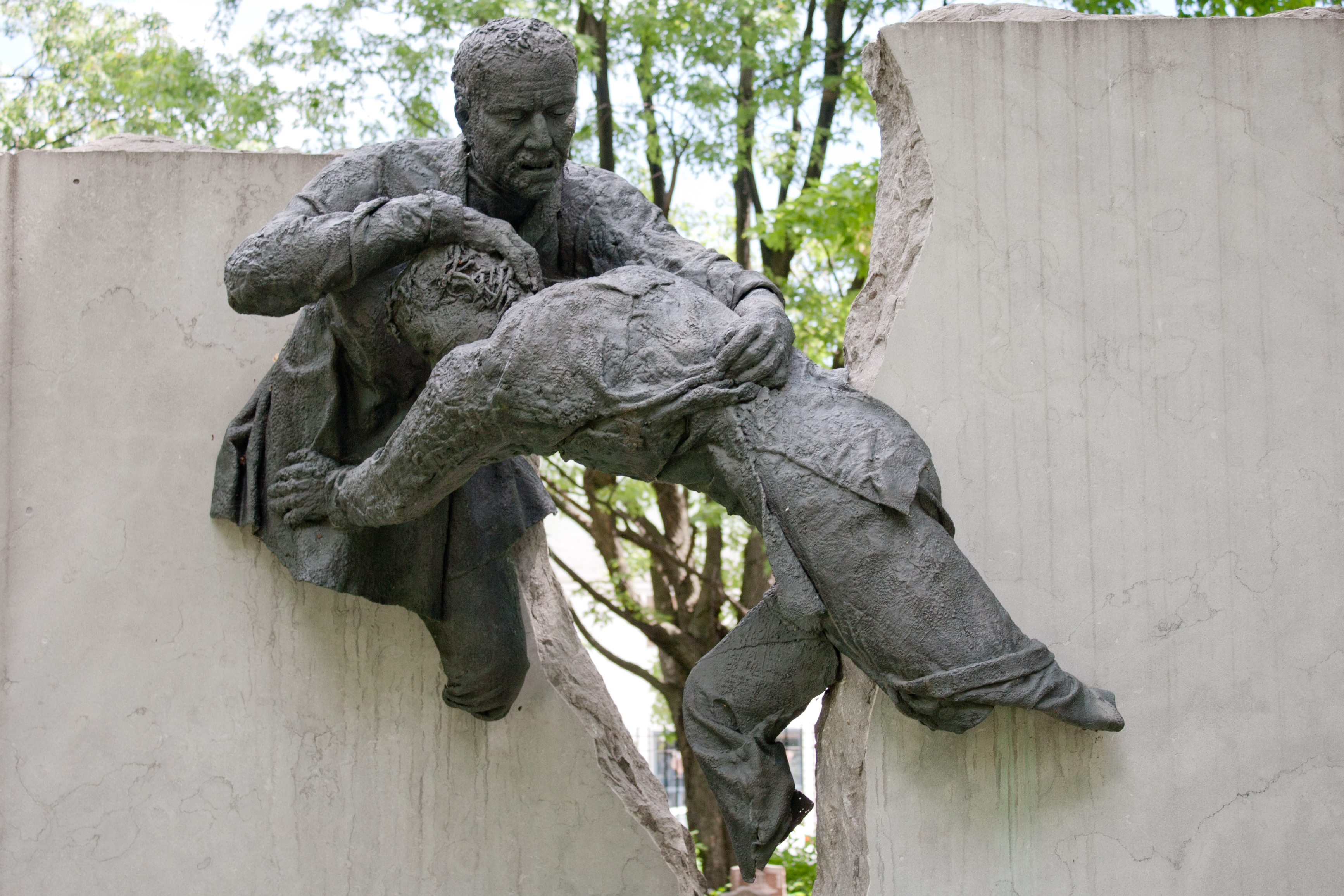
Statue Traversée sans retour (détail) de Pascale Archambault (2001) au cimetière de l'hôpital général de Québec

·       Monument Alphonse-et-Dorimène-Desjardins ou Au seuil d’un siècle (2000), siège social de la   Fédération Desjardins, Lévis et une copie conforme devant le Centre des congrès de Québec.
·       Traversée sans retour (2001), cimetière de l’Hôpital général de Québec
·       Copie de Au seuil d’un siècle (2008), Promenade Desjardins, Québec
·       Buste de Pierre-Stanislas Bédard (2010), Assemblée nationale du Québec,
·       Antigravidad (2013), œuvre pour Via Slete, Ville de Guatemala, Guatemala